# Cámara de Delegados de Virginia
La Cámara de Delegados de Virginia es la cámara baja de la Asamblea General del estado de Virginia, Estados Unidos.

## Historia
La Cámara de los Burgueses fue el primer cuerpo legislativo elegido en el Nuevo Mundo. Originalmente con 22 miembros, la Casa de los Burgueses se reunió desde 1619 hasta 1632 en el coro de la iglesia en Jamestown. Desde 1632 hasta 1699 el cuerpo legislativo se reunió en cuatro casas estatales diferentes en la ciudad. La primera de ellas fue la casa del gobernador colonial John Harvey de 1632 a 1656. Los burgueses se reunieron en la segunda casa estatal desde 1656 hasta que fue destruida en 1660. Los historiadores aún no han identificado con precisión su ubicación.
En 1999, los republicanos tomaron el control de la Cámara de Delegados por primera vez desde la Reconstrucción (con la excepción de un breve período de dos años en la década de 1880). El Partido Republicano ha tenido la mayoría en la Cámara desde entonces; en la sesión 2018-2019, se espera que la composición de la cámara se divida en forma pareja, contando los Demócratas y Republicanos con 50 escaños cada uno.
En las elecciones legislativas de 2017, Danica Roem, fue la primera persona abiertamente transgénero en ser elegida para la legislatura de Virginia, y en enero de 2018 se convirtió en la primera en servir abiertamente como transgénero en cualquier legislatura estatal de los Estados Unidos.